# Kronenzobel

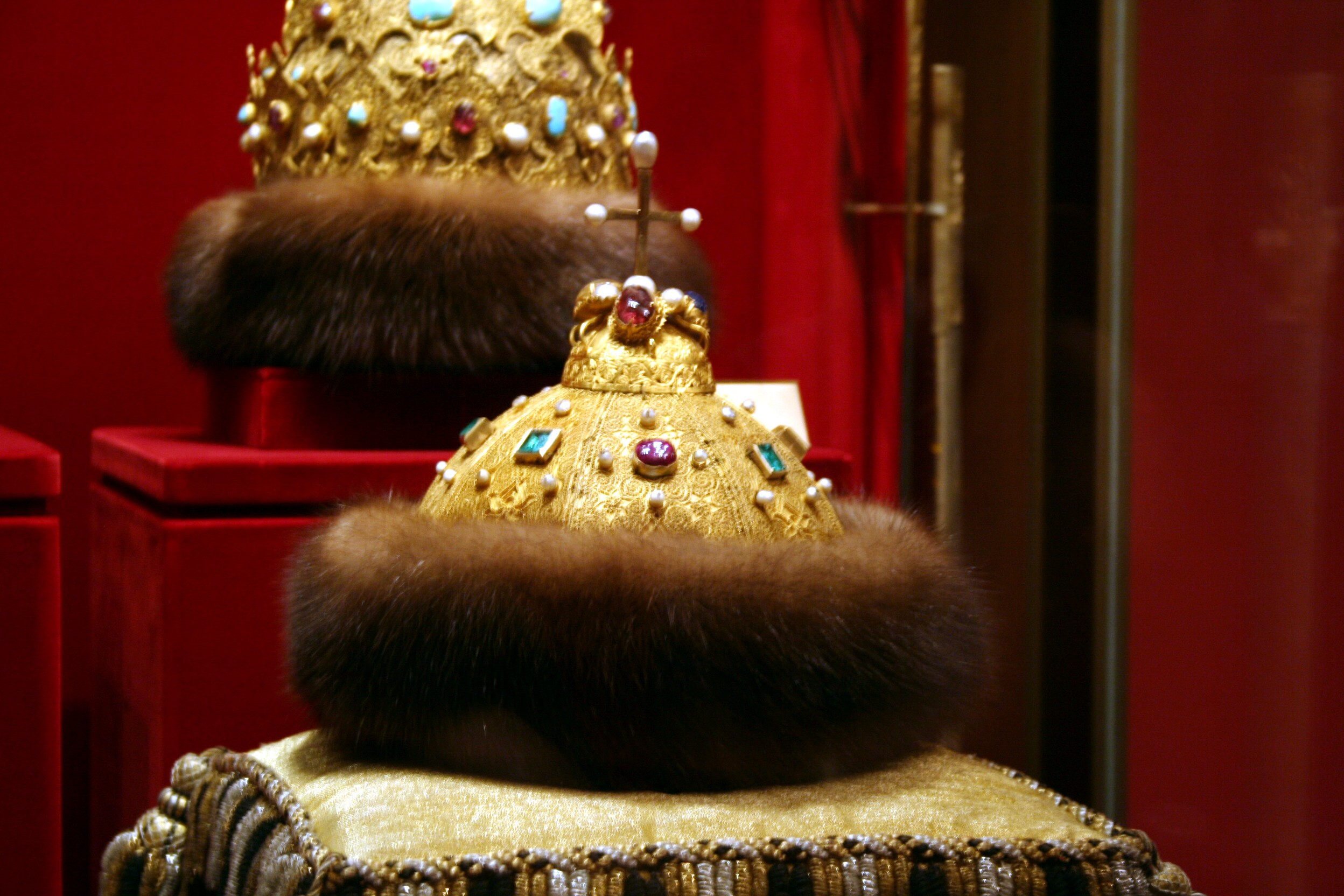
Zarenkronen mit Zobel

Kronenzobel sind die als Tribut an den Zaren (Jassak, Yassak oder Iassak) abzuliefernden, besten Zobelfelle eines Fangs beziehungsweise die dann von der russischen Krone an ausländische Würdenträger verschenkten Zobelfelle oder -pelze.
Davon abgeleitet werden auch heute noch die Spitzenqualitäten der sibirischen Zobelfelle als Kronenzobel bezeichnet. Als bestes Herkommen gelten die Bargusinski aus dem Bargusingebirge, dem Ausläufer des Jablonowygebirge, dem Flussbecken der Oljokma und des Witim. Die Färbung des Zobels heißt in Fachkreisen der Rauchwarenbranche „Wasser“. Die feinseidige, weiche, blaugraue Unterwolle des sogenannten Kronenzobels sollte möglichst dunkel, nahezu schwarz sein, die vereinzelten silbrigen Grannen möglichst gleichmäßig inmitten der dunklen Grannenhaare verteilt sein.
Eine überraschend andere Bewertung des Kronenzobelfells macht Rauchwarenhändler Emil Brass: „Der Name Kronenzobel für die feinsten Zobelfelle schreibt sich aus dieser Zeit her, da die besten Felle aus diesen Tributfellen für die Krone reserviert wurden. Der Name ist aber falsch gewesen, denn wenn auch die für die Krone bestimmten Felle ursprünglich die besten des Distrikts waren, so gingen sie doch durch soviel Hände, dass bei der Ankunft auf der sibirischen Kanzlei in Moskau nur ganz geringwertige Felle ankamen, und wenn für die Mitglieder des Kaiserhauses etwas aus Zobelfellen gefertigt werden sollte, mussten solche beim Hofkürschner gekauft werden.“
Für Zobelfelle allgemein siehe den Hauptartikel →Zobelfell.

## Zobel am Zarenhof
In der sibirischen Kanzlei „Sibirski Prikas“ des Zaren wurden die eingehenden Felle sortiert, ein Teil wurde dem freien Handel zugeführt, ein anderer dem Kronhandel und ein weiterer Teil ging zur Eigenverwendung in die Hofkürschnerei.S. 116 Dort wurden vor allem die, aus wertvollen Stoffen bestehenden, klassischen russischen Hofgewänder beiderlei Geschlechts üppig mit Zobel besetzt und verbrämt.
Die Kronen der russischen Zaren hatten einen Rand aus Zobel, die Wladimirkrone, die Mütze des Monomach (neben anderen die Krone Peter des Großen) und die Alexievitsch-Krone. Eine Ausnahme macht die Krone Sibiriens, dort musste jedes Fell an die russischen Eroberer abgeliefert werden.
Zu einem Ball am Zarenhof im Jahr 1903 erschienen die Teilnehmer in klassischen russischen Kostümen. Auf Dutzenden der erhaltenen Fotos der Gäste sind Verbrämungen und auch Mützen aus Zobelfell zu sehen:

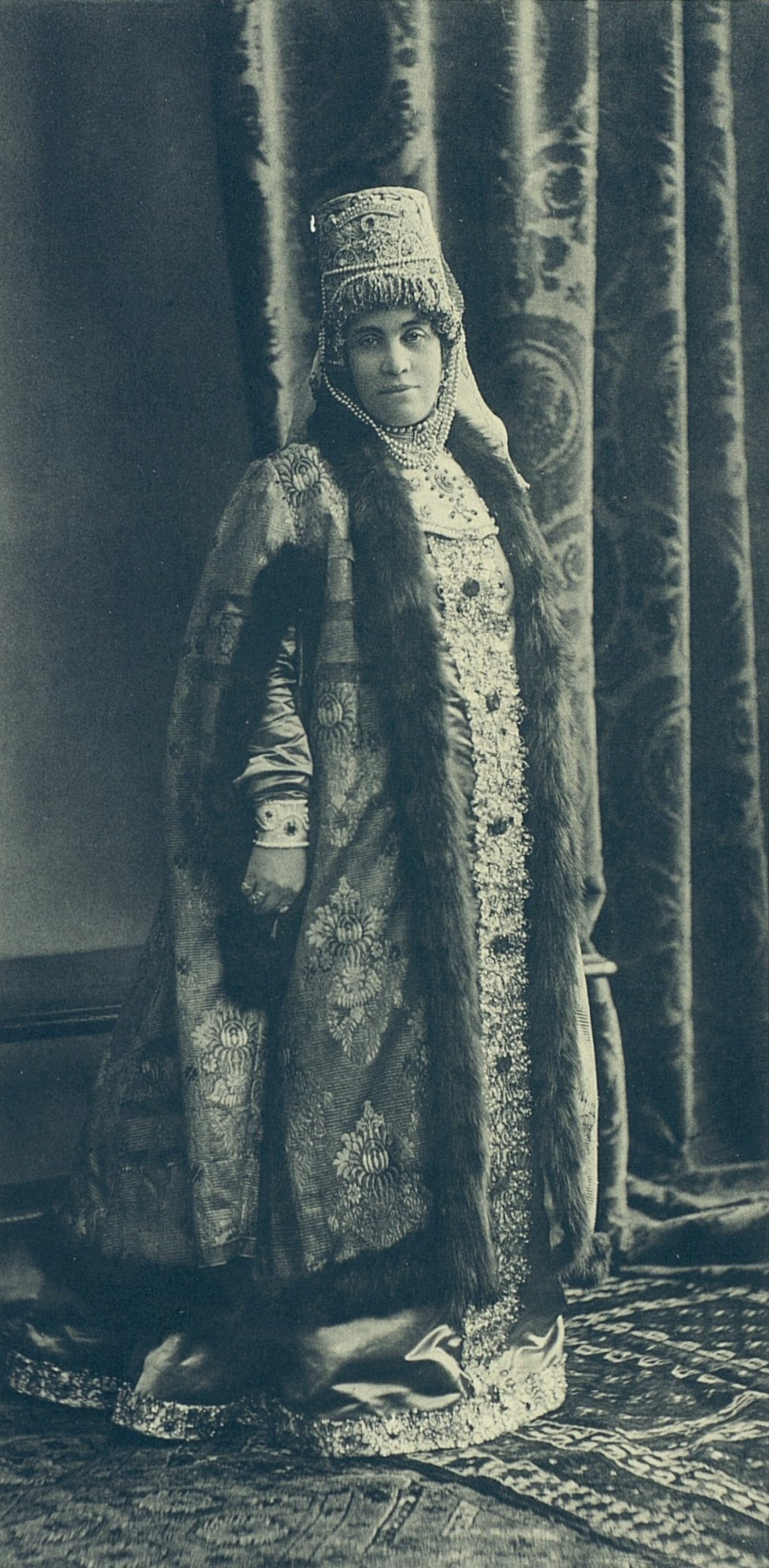
Olga And. Golenischeva-Kutuzova
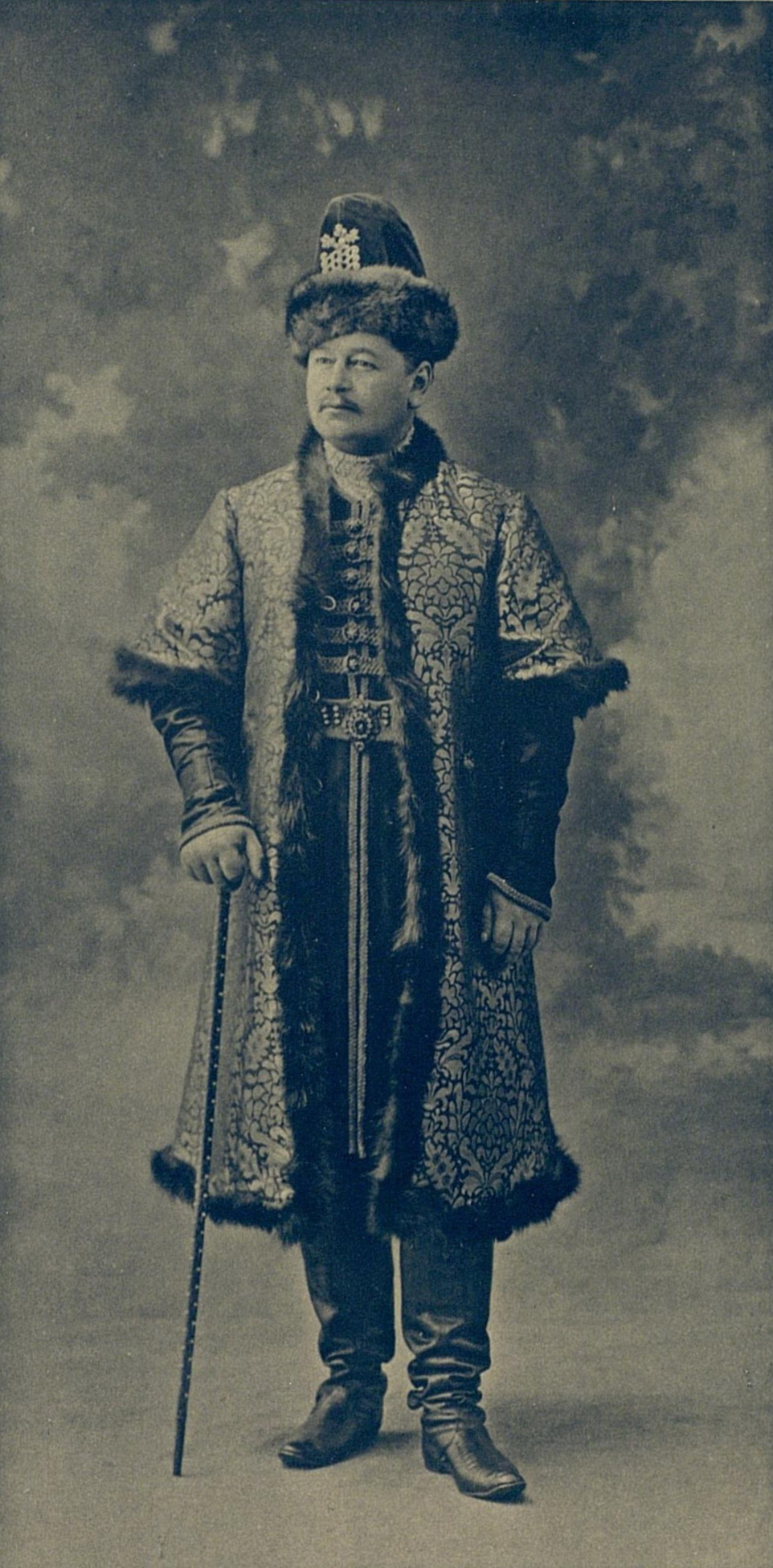
Nik. Dm. Obolensky
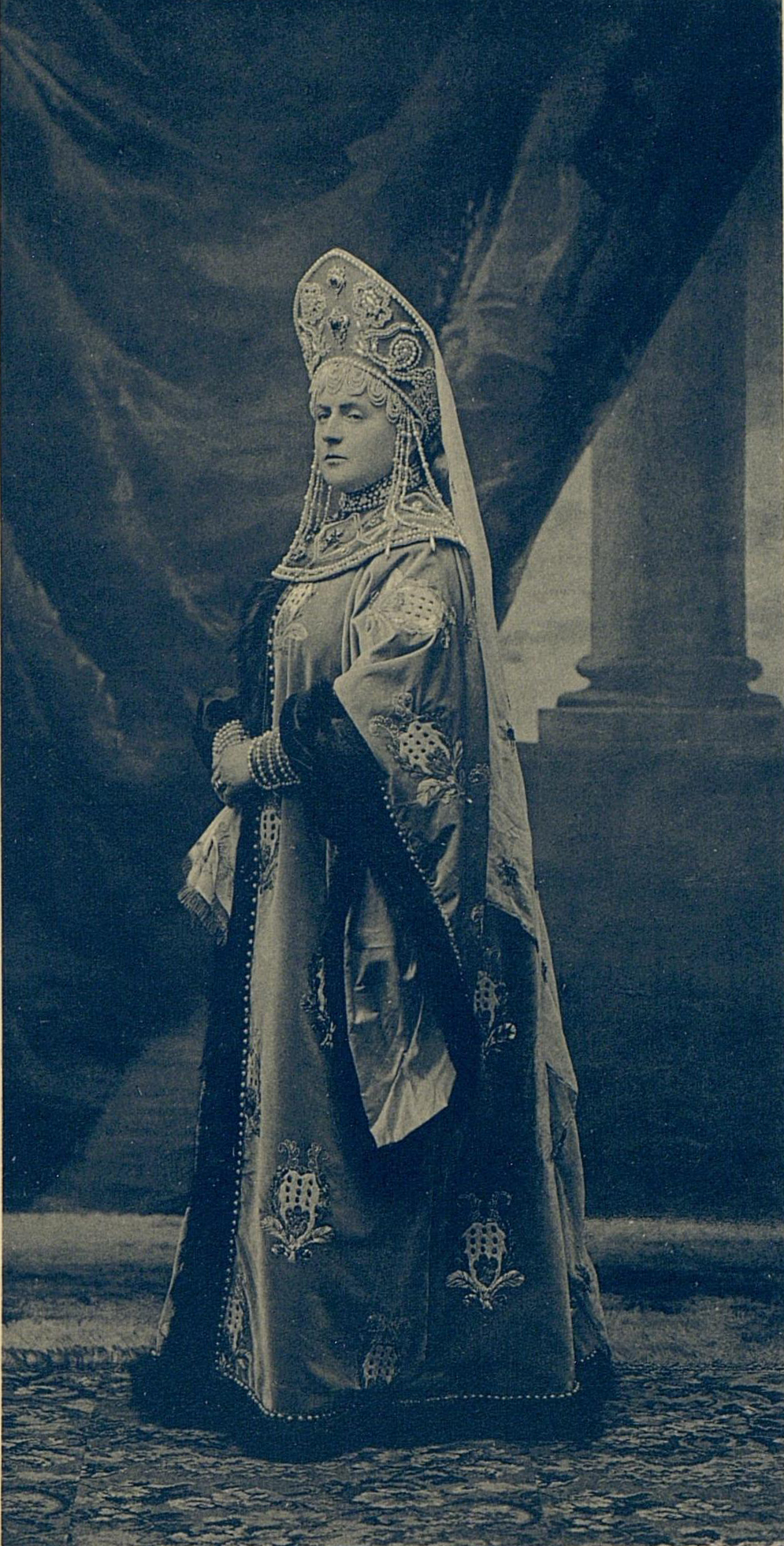
Nad. Serg. Timasheva
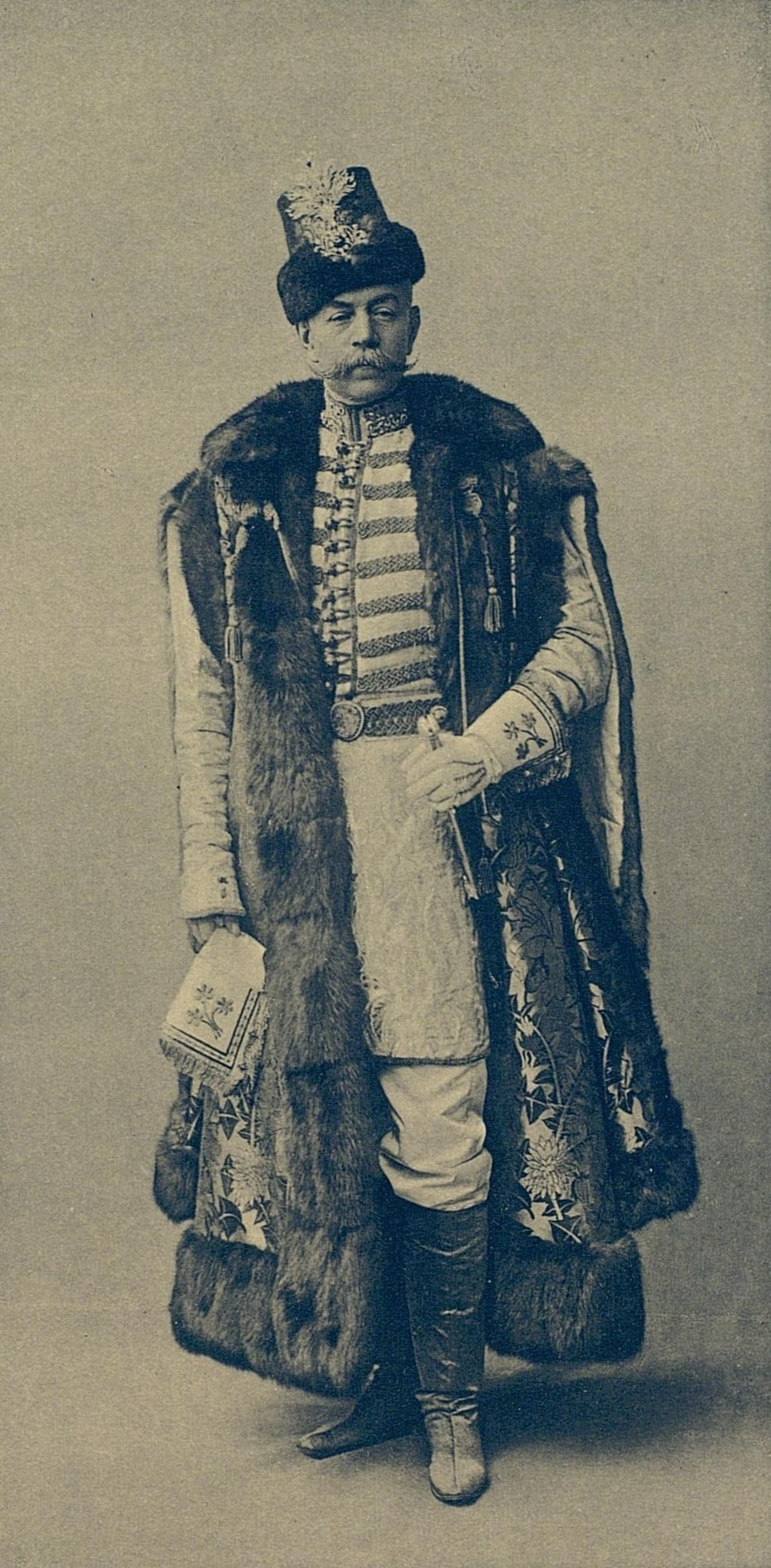
Alex. Petr. Strukov
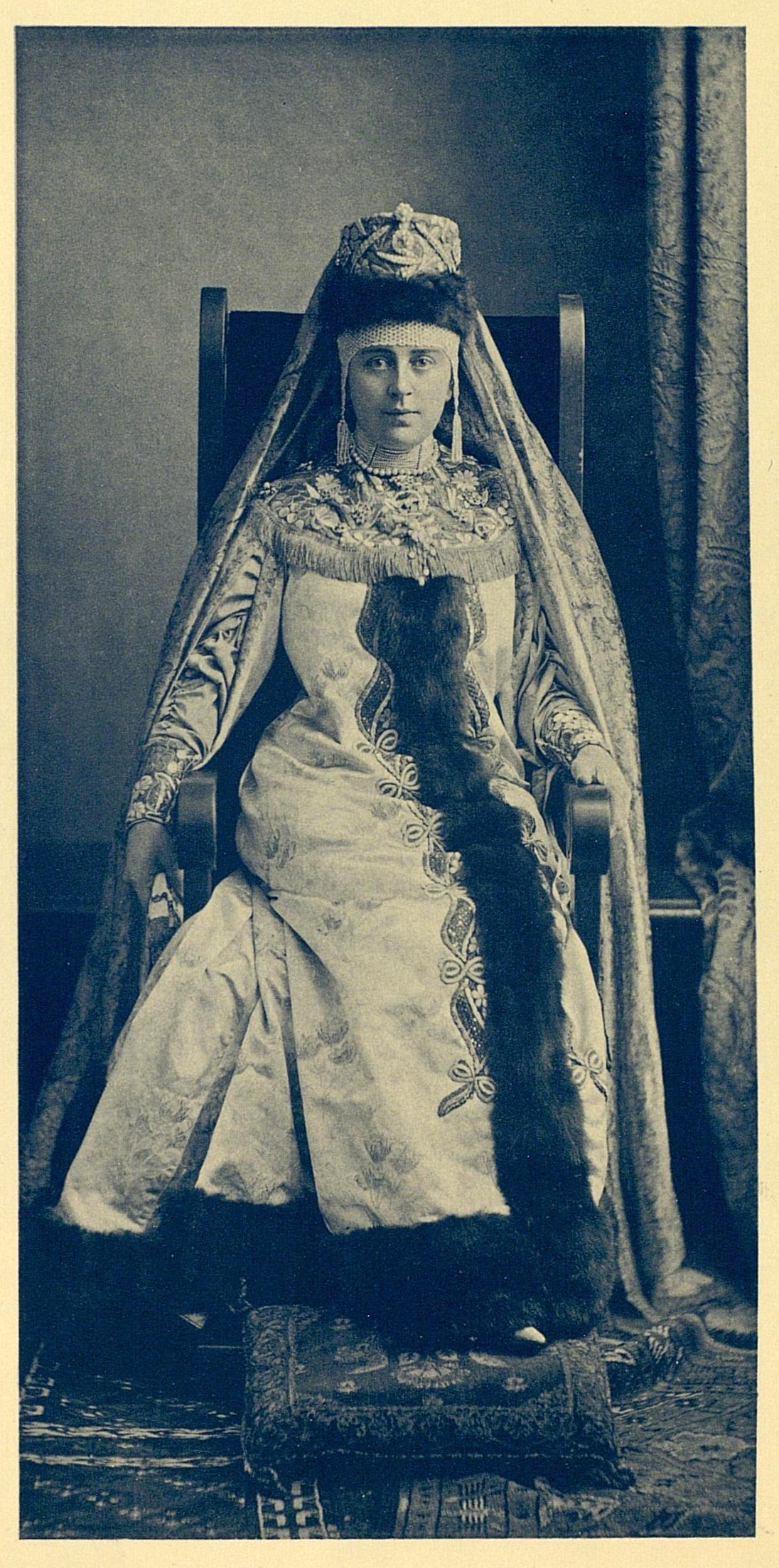
Tat. Mikh. Gagarina

## Kronenzobel – Tribut an den Zaren, der Jassak

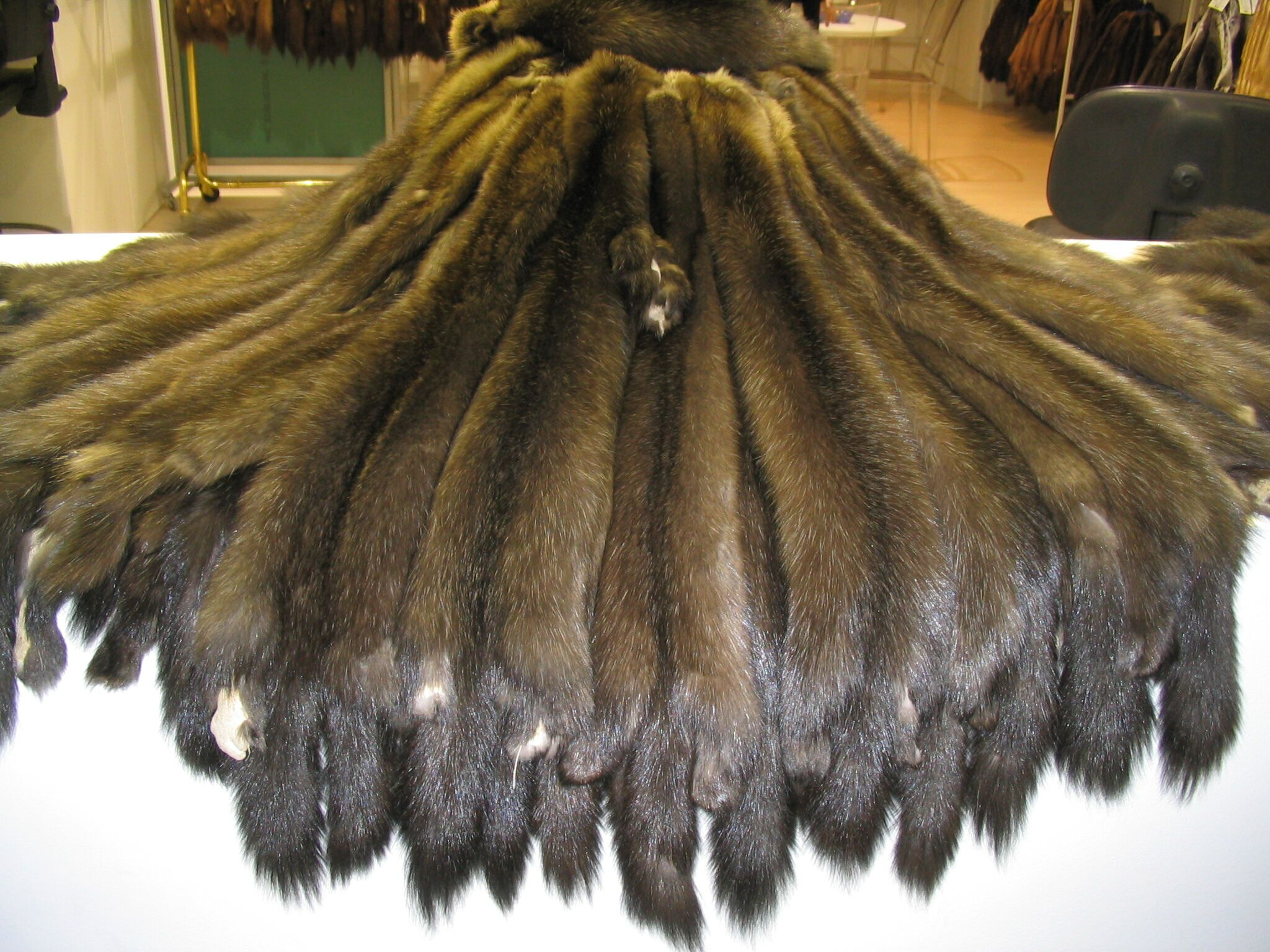
Ein Sortiment Bargusinski-Zobel (2008)

Ablieferung des Jassaks in Zobelfellen
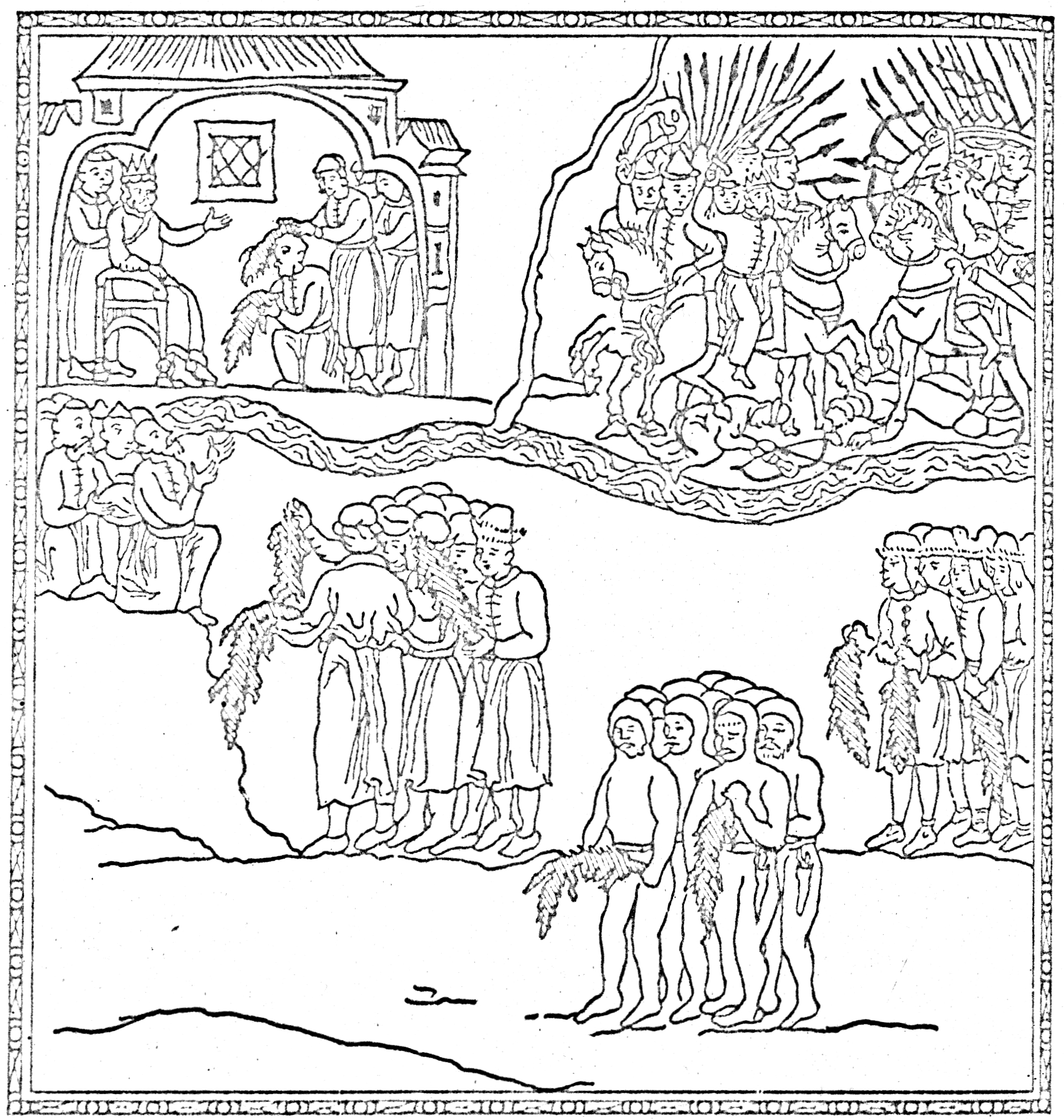
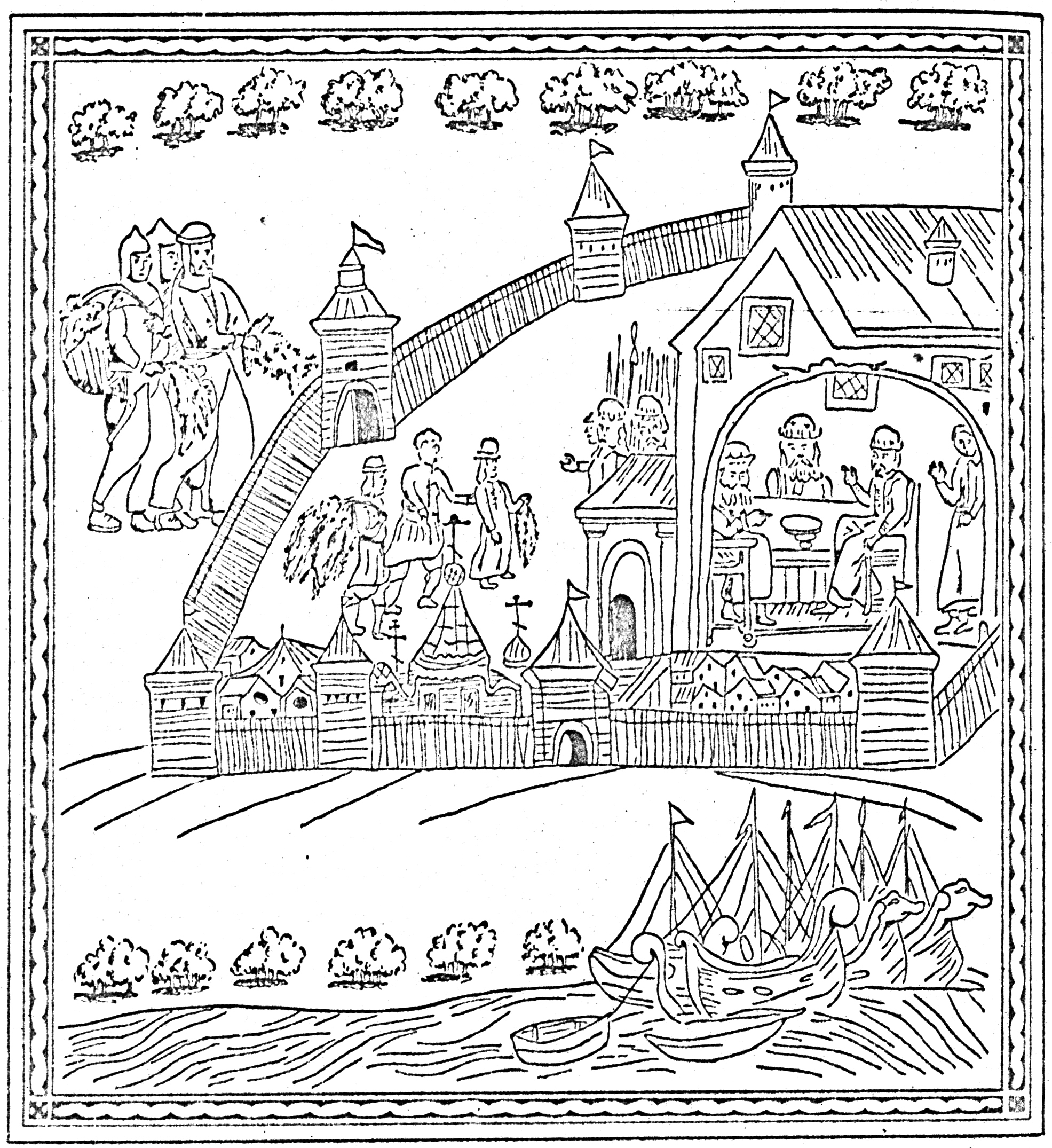
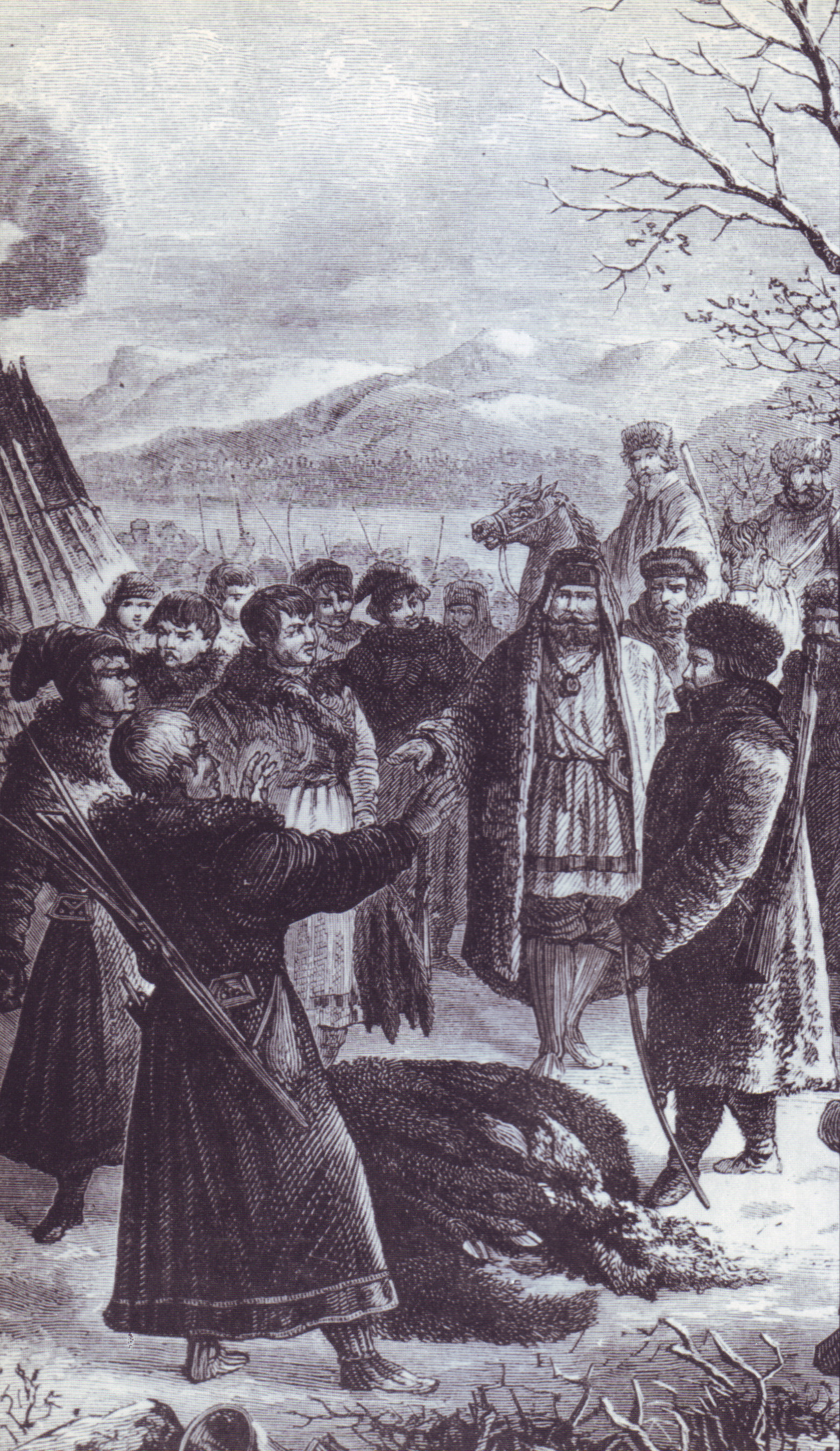

Der Jassak ist „eine Abgabe im Russischen Reiche, welche umherirrende u. nomadisirende fremde Stammgenossen, sogenannte Inornzen, meistens in Fellen verschiedener Thiere entrichten. Er wird geleistet von den Wogulen des Gouvernements Perm, von den Samojeden des Gouvernements Archangelsk, von den Kirgisen in Sibirien, von den übrigen sibirischen fremden Stammgenossen, von denen er für das Cabinet des Kaisers eingetrieben wird, und von den Tschuktschen.“ Anfangs bestand der Tribut an die Krone nur aus Zobeln, später kamen noch andere Fellarten hinzu.S. 117
Offenbar hatte der Jassak schon eine alte Tradition. Bereits die Tataren mussten ihn zahlen, etwas weiter südlich pflegten die Chinesen und die Mongolen ebenfalls den Jassak einzutreiben.
Sultan Etiger zeigte seine Loyalität zum angrenzenden Russland, indem er sich verpflichtete, freiwillig neben andern Pelzarten auch jährlich tausend Zobelfelle nach Moskau zu schicken.
Der Jassak wurde von den Russen in unterschiedlicher Weise erhoben. Entweder hatte eine ganze Jurte eine bestimmte Fellanzahl abzuliefern, oder aber eine ganze Gesellschaft, dann aber auch für die einzelnen Personen. Es war nicht ungewöhnlich, dass ein Einzelner zehn, zwanzig und manchmal noch mehr Zobelfelle pro Saison abzugeben hatte. Das entsprach damals dem Wert von einhundert bis zweihundert oder mehr Rubeln.
Diese Auswüchse führten dazu, dass die indigenen Bewohner immer weniger bereit waren, freiwillig den Tribut zu leisten. Kamen die durch ihre üblen Methoden verrufenen Kosaken, verschwanden sie in der unendlichen Taiga, versteckten sich in den Höhlen der Gebirge oder anderswo, so dass die Steuereintreiber manches Mal unverrichteter Dinge abziehen mussten. Bei den mehr kriegerischen südlichen Stämmen kam es sogar häufiger vor, dass sie sich der Abgabe mit Waffengewalt widersetzten.S. 84
Grundsätzlich galt für alle Pelzjäger das Gebot, den zehnten Teil ihrer Jagdergebnisse an Pelzwerk an die Krone abzuliefern. Oftmals wurden die Expeditionen deshalb von Kosaken begleitet, die das Recht hatten, von der indigenen Bevölkerung den Tribut und von den Jägern den zehnten Teil von allem einzuziehen, was diese selbst erjagt oder eingetauscht hatten.
Katharina II. bemühte sich ihr riesiges Reich besser und mit mehr System zu organisieren und Übelstände abzuschaffen; so veranlasste sie auch neue Regeln für die Abgabe des Jassaks. Jetzt musste nicht mehr ein Einzelner den Jassak aufbringen, sondern das ganze Lager, der gesamte Stamm, oder aber es wurde für eine Familie eine bestimmte Menge festgesetzt. Dort, wo der Raubbau bereits zu weit fortgeschritten war, wurde der Jassak ganz abgeschafft, an seine Stelle trat eine Abgabe in Geld. In Teilen Sibiriens geschah das bereits früh (1626), in den mehr nördlichen und östlichen Gebieten sowie an der Küste erst später.

## Kronenzobel – Geschenk und Zahlungsmittel der Zaren
Der Jassak, der Tribut an Pelzwerk der indigenen Bevölkerung Sibiriens, hat für lange Zeit eine bedeutende Rolle in den Finanzen der russischen Krone gespielt. Auch 1940 heißt es noch: „Mit diesem Tribut an Pelzwerk bezahlte der russische Staat immer noch erhebliche Teile der Einfuhr aus dem Auslande, genau so wie das vor Jahrhunderten der Fall war, als dieser durch den Fürsten von Kiew und sein Kriegsgefolge erhoben wurde und dazu diente, ‚Rußlands Außenhandel zu nähren‘“.
So wurden um 1594 von Zar Boris Godunow an Kaiser Rudolf II. von Habsburg 40.360 Zobelfelle im Wert von 28.907 Rubeln zur Unterstützung der Vorbereitung für einen Krieg mit der Türkei gesandt. Darunter befanden sich 120 Zobelfelle, die „so kostbar waren, dass niemand ihren Wert bestimmen konnte“.
Als „Ehrenpelz“ wurden pelzgefütterte, teils aufwendig bestickte Mäntel als besondere Auszeichnung an höhere Beamte oder ausländische Besucher verliehen. Vielfach wurde kostbares Pelzwerk an fremde Potentaten verschenkt, beispielsweise an den Chan der Krim, den persischen Fürsten und andere mehr. Kaiser Maximilian bekam Zobelfelle überreicht, ebenso die englische Königin Elisabeth I.
Andererseits war im Mittelalter in den beschenkten Ländern Kleidung aus Zobel häufig den gehobenen Ständen vorbehalten. Unter den besonders weitgehenden Kleidervorschriften Eduards des IV. durften in England ausschließlich Angehörige des Adelsstandes Zobel tragen.

## Kronenzobel heute

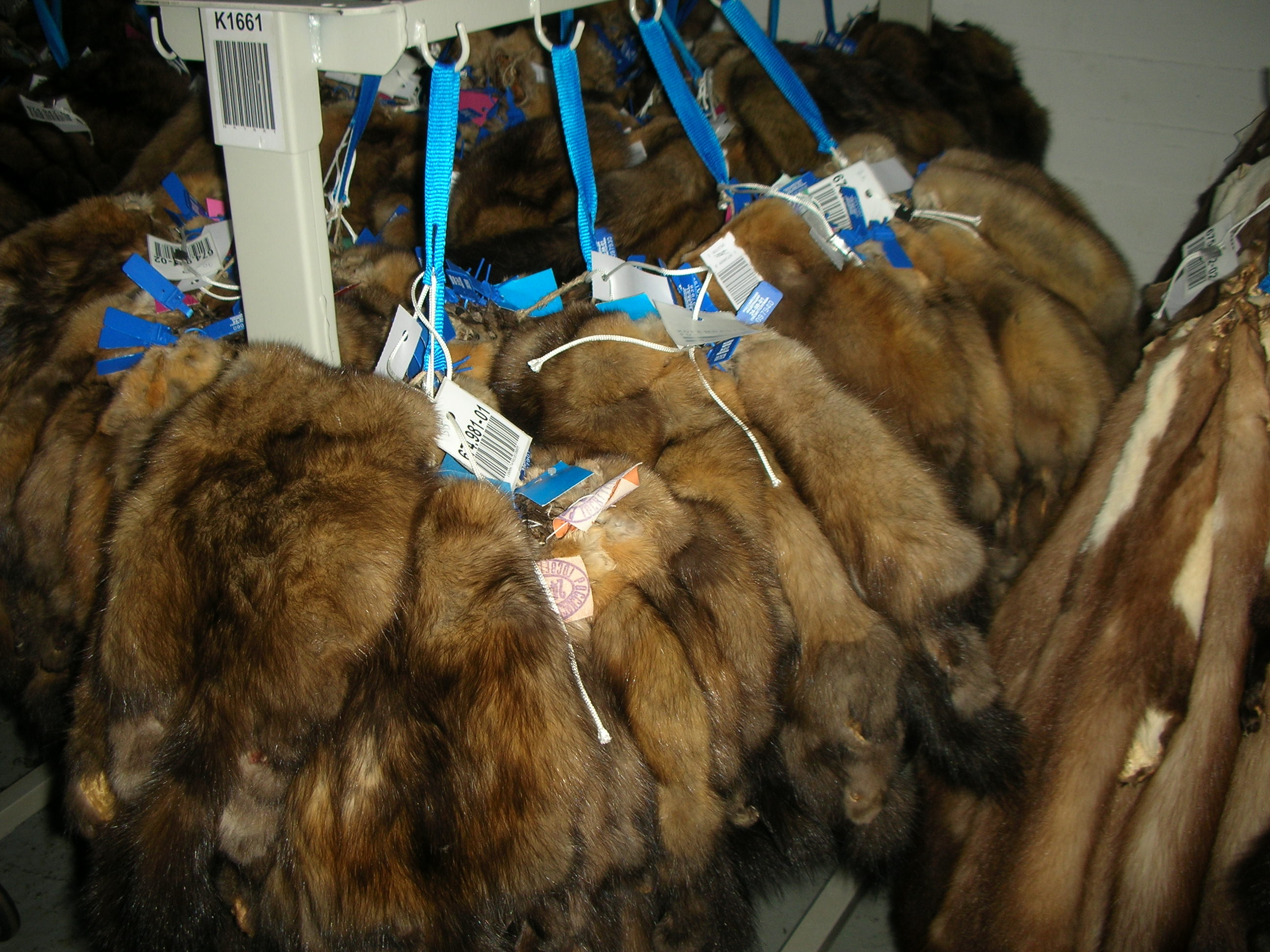
Links ungegerbte Zobelfelle, in einem Auktionshaus (2009)

Nicht nur Elisabeth I. bekam vom Zaren ihren Kronenzobel, auch Elisabeth II. wurde von der jetzt sowjetischen Regierung, von Bulganin und Chruschtschow, damit beschenkt.
Soraya, die damalige Braut des Schahs von Persien, erhielt zur Hochzeit vom sowjetischen Staatschef Josef Stalin einen Zobelpelz. Laut der englischen Sonntagszeitung Sunday-Express sollte der Pelz zur weiteren Erwärmung der persisch-russischen Beziehungen beitragen.
Die Planwirtschaft der Sowjetunion regulierte den Zobelhandel weitaus restriktiver als die Zaren; der gesamte Export an Rauchwaren wurde bis zur Liberalisierung Anfang der 1990er Jahre über das staatseigene Handelsunternehmen Sujuzpushnina abgewickelt. Im Jahr 2003 wurde das Unternehmen samt Auktionshaus endgültig privatisiert.
Noch immer ist Zobel die am höchsten bewertete Pelzart. Pelze aus den allerfeinsten Fellen werden auch heute noch oft als Kronenzobel angepriesen, auch wenn es seit 1918 keine russische Krone mehr gibt. 1959 wurde in Leningrad eine Partie Bargusinischer Zobel an eine New Yorker Firma für 719 Dollar das Stück verkauft. Im April 2011 ging das Topbund Bargusinski an einen englischen Rauchwarenhändler, der es für eine russische Firma ersteigerte. Der Fellpreis betrug 9100 Dollar, bei einem Zobel-Durchschnittspreis auf dieser Auktion von 164,18 Dollar. In der Regel besteht ein solches Spitzen-Fellbündel jedoch aus höchstens fünfzig Fellen, für das aus Prestigegründen so hoch geboten wird. Wie der Durchschnittspreis zeigt, liegen die restlichen Sortimente im Preis weit darunter.

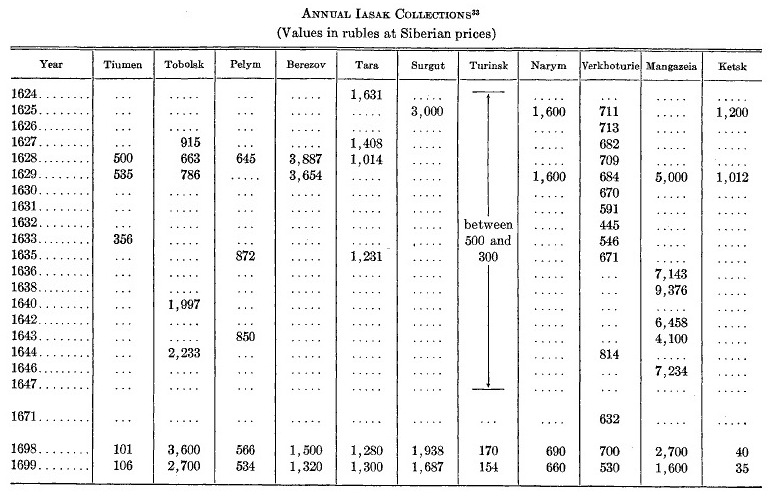
Jährliche Jassak-Abgaben von 1624 bis 1699 (in Rubel, zum sibirischen Preis)